# 近藤淳子
近藤 淳子（こんどう じゅんこ、1975年1月30日 - ）は、ホリプロ所属のフリーアナウンサーである。

## 人物・略歴
- 愛媛県宇和島市[1]出身
- 日本酒利酒士、日本語教師資格、映画検定3、4級を所持
- 1997年3月、関西大学社会学部マスコミ学科卒業
- 1997年4月、北陸放送入社[1]、アナウンサーとなる。
- 2003年3月、北陸放送を退職しフリーアナウンサーとなる。
- 2006年11月に結婚。
- アナウンススクール「KEE'S」講師
- 2009年 - ぽん女会（女性限定日本酒会）主催
- 2011年7月、女児を出産。

## 主な出演番組

### テレビ
- MROテレポート6＜ニュースキャスター＞（北陸放送）
- 元祖シネマホリック＜リポーター＞（北陸放送）
- 38時間テレビ＜レポーター＞（TBSテレビ）
- わが街ふるさと＜レポーター＞（TBSテレビ）
- 王様のブランチ＜レポーター＞（TBSテレビ）
- はぴひる!＜レポーター＞（TBSテレビ）
- ジャスト＜レポーター＞（TBSテレビ）
- NHKニュースおはよう日本（NHK）
- 金曜プレステージ『探偵倶楽部』（フジテレビ）
- 戦士の逸品（テレビ東京）
- 宮崎哲弥のトーキング・ヘッズ＜サブキャスター＞（CS・スカパー 朝日ニュースター）

### ラジオ
- 淳子のJun Pop（北陸放送）[1]
- 近藤淳子の土曜昼どん（北陸放送）[1]
- レッツシネマサウンド（北陸放送）[1]
- 魚ちゃん発見伝（北陸放送）[1]
- 電リクトレジャ－ズ（北陸放送）[1]
- good morning! That's wakeman show＜DJ＞（JFN、TOKYO FM）
- 近藤淳子のシネモード＜パーソナリティー＞（USEN）
- グッドモーニングジャパン（TBSラジオ）＜ナレーション・レポーター＞
- SundaySunday＜ラジオパーソナリティー＞（NACK5）
- Podcasting「Honda SWEET MISSION」＜アシスタント＞（TOKYO FM）